# Roi de carreau
Le roi de carreau est une carte à jouer.

## Caractéristiques
Le roi de carreau fait partie des jeux de cartes utilisant les enseignes françaises. En France, on le retrouve dans les jeux de 32 cartes, de 52 cartes et de tarot. Un roi et un carreau, il s'agit d'une figure.
De façon générale, le roi de carreau est la plus forte carte des carreaux ou suit immédiatement l'as de carreau ; à la belote, au pinochle (en), au soixante-six et autres jeux du même genre, l'as et le dix de carreau sont plus forts que le roi. La carte précède la dame de carreau dans les jeux aux enseignes françaises, l'Ober de carreau dans les jeux aux enseignes allemandes.
Dans les variétés régionales de jeux de cartes, l'équivalent du roi de carreau est le roi de denier (enseignes latines) ou de grelot (enseignes allemandes et suisses, Schellenkönig).

## Représentations
Comme les autres figures, le roi de carreau représente un personnage, typiquement un homme en costume associé à l'Europe des XVIe et XVIIe siècles et portant barbe, moustache et couronne. Les représentations régionales du roi de carreau, si elles sont relativement similaires, diffèrent néanmoins significativement sur les détails.
Dans les cartes vendues en France, le roi de carreau est un homme à la barbe et aux cheveux blancs descendant sur la nuque. Son visage est de profil, tourné vers la droite de la carte : il est le seul roi représenté de profil et l'une des seules figures (avec le valet de carreau et la dame de pique). Ses habits sont rouges, bleus et or. Depuis le XVIIe siècle ses mains ne sont pas visibles (la seule figure dans ce cas) et il ne comporte aucun attribut particulier. Les figures des cartes françaises sont à portrait double, symétriques par rapport à la diagonale, et le roi de carreau suit cette représentation. 
Dans les cartes anglaises, souvent utilisées au poker, le visage du roi de carreau est de profil, tourné vers la gauche. Ses habits sont rouges, jaunes et noirs. Les doigts de l'une de ses mains sont visibles au-dessus de son épaule, sur la gauche de la carte. Sur la droite, une hache est tenue verticalement.
Les cartes allemandes utilisant les enseignes françaises représentent le roi le visage tourné vers la droite de la carte ; sa main gauche tient verticalement un sceptre.
Les cartes italiennes faisant usage des enseignes françaises représentent le roi de carreau de diverses façons. Dans les jeux génois et piémontais, il ressemble fortement au portrait français ; le jeu piémontais lui place toutefois un sceptre dans sa main gauche. Le jeu lombard le représente le visage légèrement tourné vers la gauche et un peu penché, tenant un sceptre dans sa main droite, un perroquet sur son poignet droit. En Toscane, il est représenté en pied avec un habit blanc et rouge ; il tient un parchemin dans ses mains.
Si la variante indique la valeur des cartes dans les coins, celle du roi de carreau est reprise en rouge par l'initiale du mot dans la langue correspondante (« R » pour « roi » en français, « K » pour König en allemand et « king » en anglais, « К » pour « Король » en russe, etc.).
De façon unique, chacune des figures des cartes françaises portent un nom, inscrit dans un coin, dont l'origine et la signification sont incertaines,. Le roi de carreau est appelé « César », possible référence à Jules César (comme pour les trois autres rois, une iconographie qui pourrait être issue du thème des Neuf Preux).

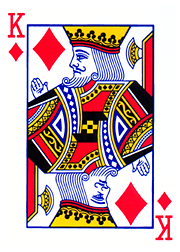
Roi de carreau, portrait anglais, jeu de poker.
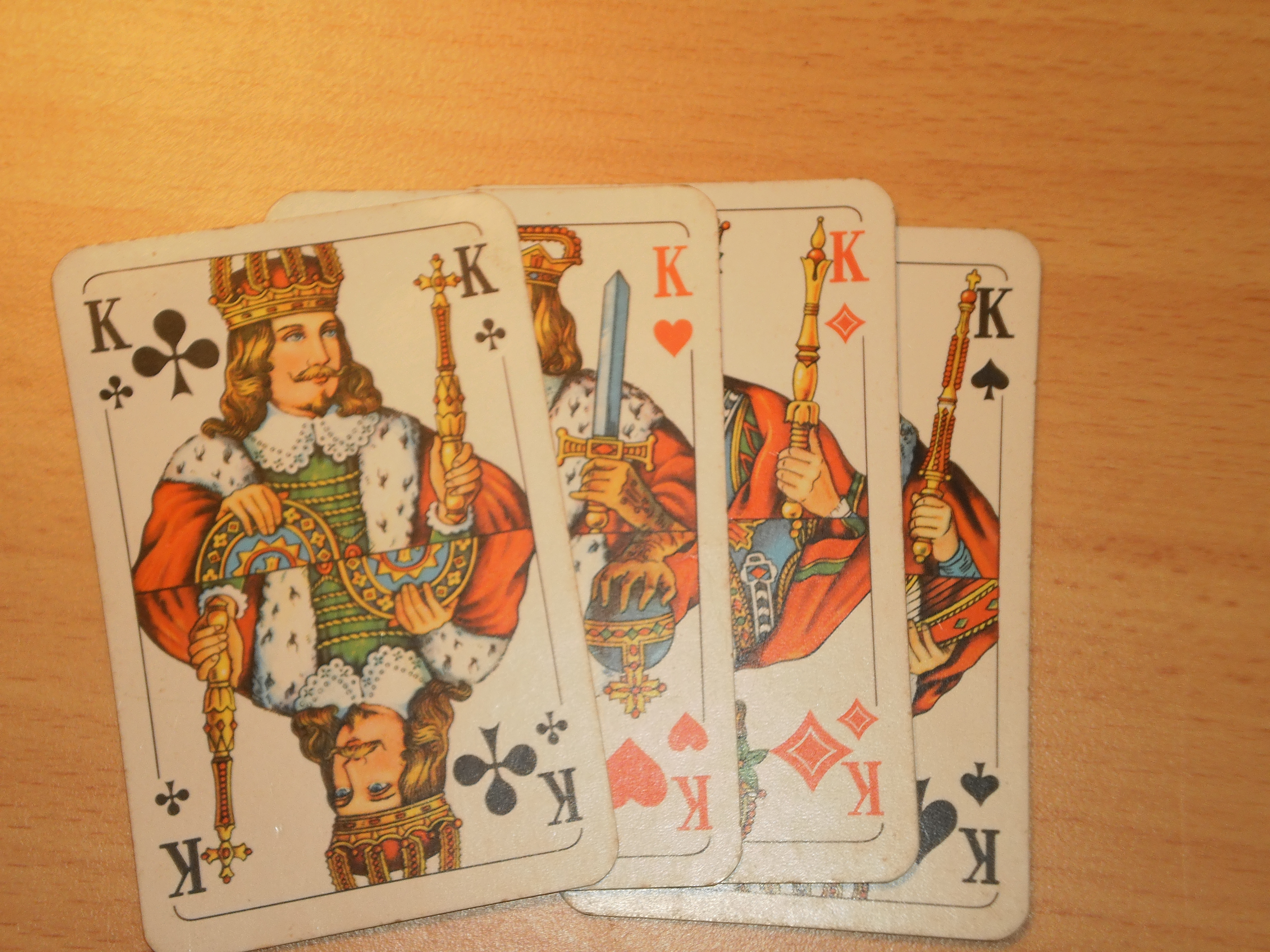
Quatre rois, portrait allemand, jeu de Skat.
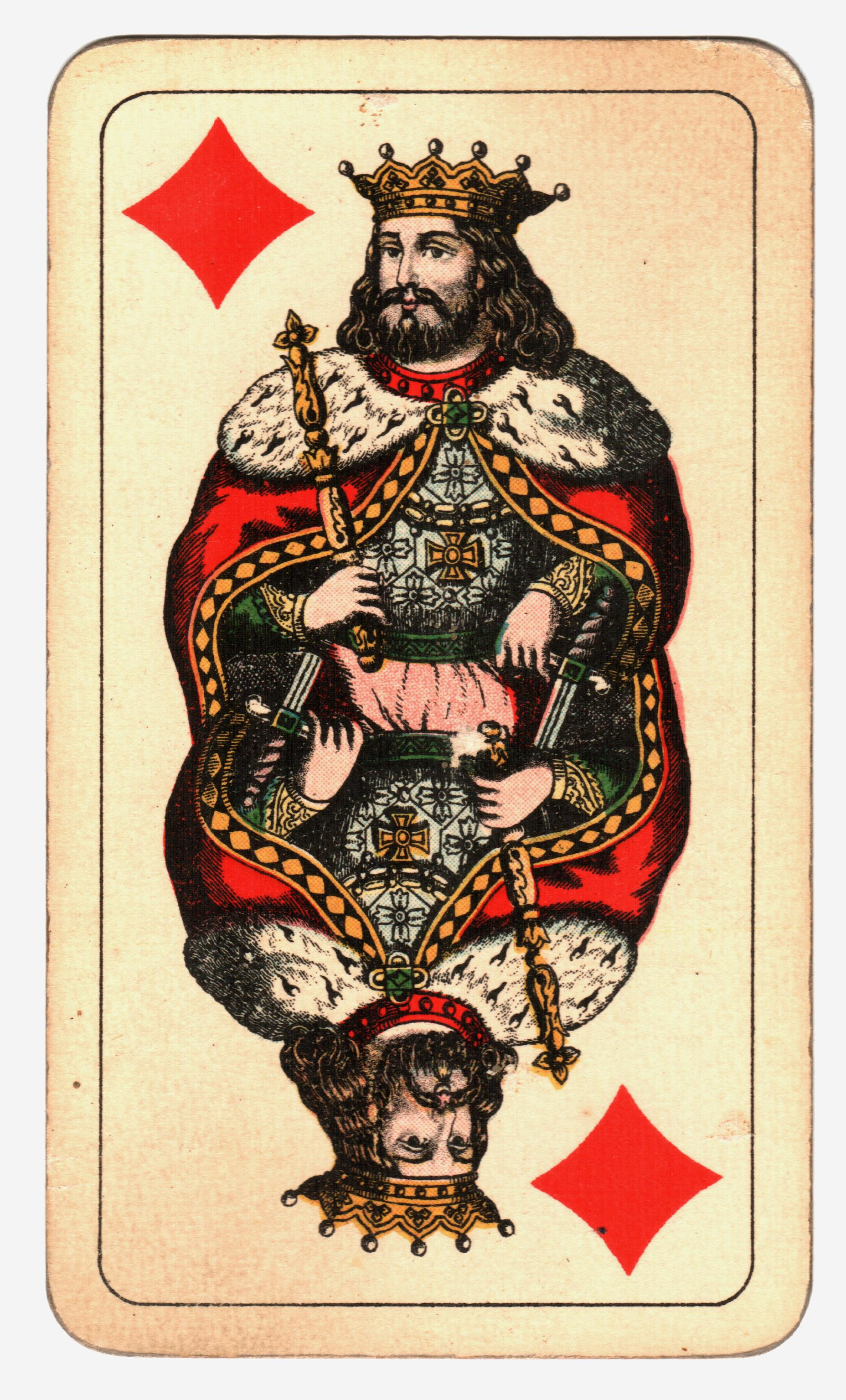
Roi de carreau, portrait hongrois.
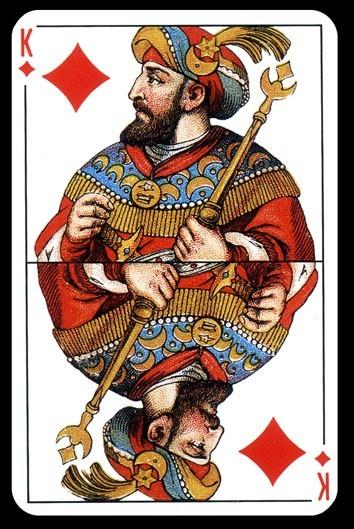
Roi de carreau, portrait russe.

## Historique
Les premières cartes à jouer éditées en Europe ne comportent aucune des enseignes rencontrées dans les jeux français contemporains. Les enseignes latines (bâtons, deniers, épées et coupes) sont probablement adaptées des jeux de cartes provenant du monde musulman,. Les enseignes françaises sont introduites par les cartiers français à la fin du XVe siècle, probablement par adaptation des enseignes germaniques (glands, grelots, feuilles et cœurs). Les enseignes françaises procèdent d'une simplification des enseignes précédentes, permettant une reproduction plus aisée (et donc un moindre coût de fabrication). L'enseigne de carreau pourrait trouver son origine dans celle de denier, ronde, transformée en grelot dans les enseignes germaniques, également ronde, puis débarrassée de ses détails et redressée en carré.
Les figures des premiers jeux de cartes européens sont le roi, le cavalier et le valet ou fantassin (« fante » en italien). Si ces deux dernières figures diffèrent suivant les variétés régionales, le roi est généralement conservé.
En France, sous la Terreur (1793-1794), les rois sont remplacées par des génies. La carte correspondant au roi de carreau personnifie ainsi le commerce.

## Culture
Une blague populaire au sujet du roi de carreau : quatre rois rentrent au palais (les quatre figures des quatre symboles). Vous représentez un rectangle sur une surface pour identifier le palais. Chaque roi rentre au palais en passant par la porte, mais le roi de carreau n'y parvient pas, pourquoi ? Parce qu'il n'a pas de bras. On dit aussi qu'il ne peut pas non plus manger de chocolat...

Dans le jargon des joueurs de poker, cette carte est surnommée le roi borgne, le seul des quatre rois dont on ne voit qu'un œil.
La comtesse de Boigne relate dans ses mémoires une rencontre avec Napoléon 1er : « L’Empereur me parut affreux, il avait l’air du roi de carreau. ».

## Informatique
Le roi de carreau fait l'objet d'un codage dédié dans le standard Unicode : U+1F0CE, « 🃎 » (cartes à jouer) ; ce caractère sert également pour le roi de denier.